# Répons
Répons es una obra del compositor francés Pierre Boulez, para gran orquesta de cámara con seis solistas de percusión y electrónica en directo. Los seis solistas tocan arpa, címbalo, vibráfono, glockenspiel/xilófono y dos pianos. Se estrenó el 18 de octubre de 1981 en el Festival de Donaueschingen. El compositor la amplió hasta su finalización en 1985. La obra está dedicada a Alfred Schlee "en su 80 cumpleaños".
Répons fue el primer trabajo significativo que surgió de los esfuerzos de Boulez en el IRCAM, un instituto en París dedicado a hacer avances tecnológicos en la música electrónica. La pieza se destaca por la integración de lo electrónico y lo acústico. Su título, Répons, refleja el hecho de que la composición se construye sobre varios tipos de 'respuestas': los sonidos acústicos y las respuestas electrónicas a ellos, así como la idea medieval del reflejo responsorial entre intérpretes y oradores en diferentes partes de la sala de conciertos. Tom Service de The Guardian la ha llamado "la obra maestra más ambiciosa de fusión electrónica y acústica de Boulez".

## La música
Répons se subdivide en una Introducción, Secciones 1-8 y una Coda. Sobre el uso del metro y la armonía en Répons Boulez dijo:
Oh, sí, hay un metro, un poco irregular en un nivel pero muy regular en otro. Hay tantas cosas irregulares en esta pieza que en un punto necesitas tener un compás regular como dices, un bajo y un pulso regular de todos modos, pero también una serie de armonías que son todas simétricas. La armonía siempre da esta impresión de algo seguido de su inverso; siempre hay un centro, un eje de simetría. Esta simetría de armonía corresponde en términos armónicos a un metro regular. Esto es muy importante. Hay tres tipos de tiempo. Aquello que es caótico e irregular como lo tienes al principio (en la velocidad me refiero). Luego tiene, en la velocidad, las notas repetidas rápidas muy regulares, siempre en semicorcheas. Finalmente, al final hay una regularidad, una especie de metro, pero con mucha ornamentación. De hecho, la ornamentación es muy irregular, pero el metro en sí es muy regular.
Los tonos de la fila usados en Répons son aquellos basados en el hexacorde de Sacher y usados en las filas para varias otras composiciones de Boulez: Messagesquisse, Dérive 1, Incises y Sur Incises.
Boulez seleccionó los instrumentos solistas, todos de percusión afinada, basándose en la capacidad del equipo informático para "explotar sus características resonantes hasta los límites de la tecnología disponible en ese momento".

## Historia de las interpretaciones y recepción
Reconociendo la dificultad que presenta la obra para los solistas, Boulez dijo: "Me gusta el virtuosismo, aunque no por el virtuosismo en sí mismo sino porque es peligroso". Hasta el año 2010, Répons se había interpretado "solo unas pocas docenas de veces". Los requisitos de interpretación de la obra, sus "exigencias extraordinarias en el espacio acústico, así como para los intérpretes", han requerido lugares no tradicionales o adaptaciones de espacios de conciertos. Para una interpretación en el Carnegie Hall de Nueva York, "[e] l escenario se ampliará para cubrir todo el nivel de parquet, con músicos tanto dentro como alrededor de la audiencia, y altavoces emitiendo la electrónica desde el perímetro y desde arriba". Una interpretación de 2015 en Ámsterdam utilizó como sede un espacio de exposición creado en la base de un tanque de gasolina construido en 1902, y presentó la obra dos veces para que los miembros de la audiencia pudieran cambiar sus asientos y escuchar la obra por segunda vez desde una ubicación diferente.
La obra fue encargada por la Southwest German Radio. El Ensemble Intercontemporain dirigido por Boulez presentó en 1981 el estreno en Donaueschingen de las cinco secciones de la versión original que duraron unos veinte minutos. Una versión de 33 minutos se realizó en Londres en los BBC Proms el 6 de septiembre de 1982, y una versión de cuarenta minutos que contenía siete secciones en Turín en 1984.

Boulez dirigió el Ensemble Intercontemporain en el estreno de Nueva York en el Columbia University Gymnasium el 5 de marzo de 1986, utilizando su revisión de 1985 de la pieza para 24 músicos, seis solistas y un procesador digital 4X en vivo. En el New York Times, Donal Henahan proporcionó una evaluación negativa:
El estreno en Nueva York de sus Répons... no estuvo a la altura de los gritos de hipérbole al estilo Concorde que han precedido a la llegada de esta mezcla de 45 minutos de música en vivo con sonidos generados por computadora. Era difícil imaginar cómo Répons, interpretado aquí en un espacio particularmente frío e inhóspito... podría considerarse algo más que una versión muy elaborada de las ideas espaciales que Boulez, Stockhausen, Berio y otros nos han dado muchas veces. Representa, en el mejor de los casos, un triunfo de la logística y los efectos de sonido, aunque presentado de forma demasiado pretenciosa para ser disfrutado incluso a ese nivel modesto... El procesador tomó los sonidos, los cambió en timbre, volumen y otras formas y regurgitó los resultados , enviando sonidos alterados girando por la sala por medio de lo que parecían ser docenas de altavoces colocados estratégicamente. Ningún sonido quedó sin amplificar o sin transformar y, sin embargo, los resultados pronto se volvieron completamente predecibles y monótonos. Répons comenzó en la penumbra, pero unos siete minutos después de la actuación, las luces de la casa se encendieron de repente, junto con el nivel de sonoridad. Esto ofrecía alguna promesa teatral, pero no sucedió nada tan dramático en toda la noche. El familiar estilo de composición de Boulez, con sus jadeos espasmódicos y sus sacudidas, no permitía mucha variedad, aunque los sonidos amplificados que salían de varios rincones de la sala a veces podían saborearse como eventos puramente acústicos. El trabajo, sin embargo, simplemente siguió y siguió sin ningún propósito que yo pudiera discernir. En algunos momentos resultaba superficialmente estimulante, como puede serlo una ducha fría, pero como música sumaba poco más que una serie de grupos de tonos, arpegios y notas de pedal inconexos... Por muy rigurosos que sean su plan y estructura... y nadie duda de la capacidad del Sr. Boulez para construir una partitura de gran belleza lógica: su efecto fue extrañamente aleatorio. Répons fue un baño de sonido, demasiado prolongado para ser realmente estimulante. Quizás a los 10 o 15 minutos podría haber mantenido mejor la atención, pero eso es una conjetura.

El estreno de la versión larga de unos 45 minutos tuvo lugar del 12 al 15 de julio de 1988 en el Festival de Aviñón (Francia) en un escenario al aire libre en la Carrière de Boulbon ante miles de personas en una interpretación del Ensemble Intercontemporain y con una dirección de Pierre Boulez llena de aliento y misterio donde la música adquirió tonos grandiosos en un escenario natural.

Una interpretación de 2003 en el Carnegie Hall tuvo una recepción entusiasta, que incluyó "un número notable de jóvenes con camisetas brillantes y jeans desaliñados, que gritaban y silbaban después de cada pieza". En opinión de Anthony Tommasini, "el público está preparado para algunos desafíos. La idea de la música de Boulez todavía puede parecer intimidante, pero la música en sí es centelleante e inquieta. Sí, es valiente y riguroso, pero también suntuoso y fantasioso". Describió el trabajo como un "drama sin aliento" y señaló que "cuando tocaba el conjunto completo, la música se movía en espesas capas y gestos agitados". Sin embargo, sorprendentemente, casi todos los tonos y matices eran audibles. Y cuando entraron los solistas, intercambiando vertiginosos y reflexivos riffs de jazz desde el xilófono, escurridizas figuraciones del piano- la emoción visceral pura de ser atrapado en el medio era como ninguna otra cosa en la música."  Alex Ross señaló el aspecto performativo del papel del director en el centro de la acción: "Boulez logró dar pistas precisas por encima del hombro, su campo de fuerza irradiaba a  trescientos sesenta grados".
El teórico Jean-Jacques Nattiez cree que Répons puede llegar a ser vista como "una de las obras más importantes del siglo XX". De manera congruente con las composiciones de Boulez en general, uno de los elogios comunes de Répons es su estilo internamente consistente.  La pieza también es elogiada por el uso de una amplia variedad de recursos compositivos modernos, "incluida la manipulación electrónica, la acústica espacial, la coloración innovadora e incluso un uso casi minimalista de la repetición".[cita requerida]
Paul Griffiths comparó desfavorablemente a Répons con otra obra de Boulez, Dialogue de l'ombre double. Encontró a Répons "mucho más extravagante" y escribió: "La obertura es maravillosa: la orquesta se apresura, buscando una forma de empezar, o una salida, y luego se prepara para la gran entrada de los solistas. Algunos de los sonidos también son fabulosos: violines que ponen un bigote en campanillas ricas y profundas o zigzags eléctricos de tono. Pero el diálogo, en la superficie tan severo, dice más " 

## Grabaciones
En 1996, Boulez dirigió el Ensemble Intercontemporain en una grabación de Deutsche Grammophon de esta pieza. Fue publicado en 1998, ganó un Grammy en 2000 a la mejor composición clásica contemporánea. Tommasini lo llamó "una actuación estimulante".